# エリン・ニルセン
エリン・ニルセン（Elin Nilsen、1968年8月12日 - ）は、ノルウェー、ヌールラン県ラナ、モ・イ・ラナ地区出身の元クロスカントリースキー選手。1990年代から2000年代にかけて国際大会で活躍した。
現役時代はラナの名門スポーツクラブBossmo & Ytteren ILに所属した。

## プロフィール
ニルセンは3度オリンピックに出場、いずれもリレーで計3個の銀メダルを獲得した。1992年アルベールビルオリンピックでは5km10位、パシュート5位、30km4位、リレー銀。1994年リレハンメルオリンピックでは15km13位、5kmおよびパシュート12位、リレー銀。1998年長野オリンピックでは30km4位、リレー銀。
また、ノルディックスキー世界選手権ではいずれもリレーで銀3個（1995年、1997年、2001年）、銅2個（1991年、1993年）のメダルを獲得している。
クロスカントリースキー・ワールドカップでは2位が最高、総合では1991-1992シーズンの5位が最高位である。